# Повернення скрипки
«Повернення скрипки» (азерб. «Skripkanın sərgüzəşti») — радянський художній фільм 1970 року, знятий на кіностудії «Азербайджанфільм».

## Сюжет
Історія порятунку школярами скрипки Страдіварі в роки Німецько-радянської війни в окупованій Одесі.

## У ролях
- Камран Раджабли — Сабір
- Ігор Суханов — Саша
- Павло Кадочников — Маковський (Самандар Рзаєв)
- Олев Ескола — Гофман
- Іван Косих — Бесфамильний (Юсиф Велієв)
- Павло Винник — Шкіль (Дадаш Казимов)
- Алла Панова — Олена
- Ніна Меньшикова — Надія Іванівна (Аміна Юсіфкизи)
- Шахмар Алекперов — Давуд
- Геннадій Юхтін — Захарченко (Бахадур Алієв)

## Знімальна група
- Режисер — Шаміль Махмудбеков
- Сценаристи — Фірудін Агаєв, Соломон Розен
- Оператор — Расім Оджагов
- Композитор — Васіф Адигьозалов
- Художник — Ельбей Рзакулієв